# Ben Seawell
Benjamin „Ben“ Seawell (* 21. Oktober 1957 in North Carolina; † 9. Januar 2023 in New York City) war ein US-amerikanischer Jazzmusiker (Kontrabass, auch Gesang und Keyboard), der sich zudem als Songwriter betätigte.

## Leben und Wirken
Seawell verbrachte seine prägenden Jahre in North Carolina. Als Musiker, der Kontrabass spielte, besuchte er ab 1991 mit Stipendium die William Paterson University, an der er Jazz bei Todd Coolman, Rufus Reid und Michael Moore studierte.
Als Bassist in North Carolina spielte er in den 1980er-Jahren u. a. mit dem aus Philadelphia stammenden Pianisten Elmer Gibson, dem Pianisten/Sänger Joe Derise (Blues Are Out of Town), dem Gitarristen Scott Sawyer (Two Sides, 1985) und dem Saxophonisten Paul Jeffrey. Während dieser Zeit gehörte er außerdem einem Quartett unter der Leitung von Nnenna Freelon an und war Teil einer Rhythmusgruppe, die Musiker wie Woody Shaw, George Coleman, Sonny Fortune und Junior Mance unterstützte, wenn sie in North Carolina auftraten. 1985 begleitete er den Vibraphonisten Jon Metzger auf einer Tournee durch Mittelamerika.
1993 spielte Seawell im Trio mit seinen Kommilitonen Tomoko Ōno (Piano) und Nick Scheuble (Schlagzeug). Des Weiteren trat er bei verschiedenen Festivals wie dem Spoleto Festival in Charleston, dem SC Cape May Jazz Festival, Cape May, dem NJ Duke University Jazz Festival in Durham und dem UNC Jazz Festival in Chapel Hill auf. 2013 zog er nach New York und arbeitete in der Drei-Staaten-Region mit dem Saxophonisten Jerry Vivino, der Pianistin Tomoko Ōno, dem Gitarristen Bruce Edwards und anderen. Er spielte auch mit dem Schlagzeuger Adrian Harpham, den er in der 55 Bar getroffen hatte; aus ihrer Zusammenarbeit ging Seawicks Album Five (Modern Icon Recordings, 2019) hervor, an dem Gastmusiker wie Seamus Blake, Henry Butler, Clark Gayton, Frank Kimbrough, Leo Nocentelli, Daniel Sadownick und Becca Stevens mitgewirkt hatten. Er lebte zuletzt in New York City nahe dem Fort Tryon Park.